# قورس ملون
قورس ملون (الاسم العلمي: Coris picta) (بالإنجليزية: comb wrasse)‏ هو نوع من الأسماك يتبع جنس القورس من الفصيلة اللبروسية.